# Capillipedium
Capillipedium es un género de plantas herbáceas perteneciente a la familia de las poáceas. es originario del Viejo Mundo. 

## Citología
El número cromosómico básico del género es x = 10, con números cromosómicos somáticos de 2n = 20, 40 y 60, ya que hay especies diploides y una serie poliploide.

## Taxonomía

### Etimología
El nombre del género deriva del latín capillus y pes, pedis (pie), en alusión a espiguillas que nacen en ramas como panículas. 

### Especies
- Capillipedium annamense A. Camus
- Capillipedium arachnoideum Henrard
  -     - Capillipedium arachnoideum subsp. arachnoideum
    - Capillipedium arachnoideum subsp. luzoniense Henrard
- Capillipedium assimile (Steud. ex Zoll.) A. Camus
  - Capillipedium assimile var. assimile
  - Capillipedium assimile var. glaucophyllum (Henrard) Jansen
- Capillipedium cinctum (Steud.) A. Camus
- Capillipedium duongii Nguyen
- Capillipedium filiculme (Hook. f.) Stapf
- Capillipedium foetidium (Lisboa) Raíz. & Jain
- Capillipedium glaucopsis (W. Watson) Stapf
- Capillipedium hugelii (Hack.) Stapf
- Capillipedium kwashotensis (Hayata) C.C. Hsu
- Capillipedium laoticum A. Camus
- Capillipedium leucotrichum (A. Camus) M. Schmid ex Veldkamp
- Capillipedium longisetosum Bor
- Capillipedium magdaleni M.R. Almeida
- Capillipedium nagense Bor
- Capillipedium parviflorum (R. Br.) Stapf
  - Capillipedium parviflorum var. annamense (A. Camus) Roberty
    - Capillipedium parviflorum subsp. capilliflorum (Steud.) Henrard

  - Capillipedium parviflorum var. laoticum (A. Camus) Roberty
  - Capillipedium parviflorum var. montanum (Roxb.) Roberty
  - Capillipedium parviflorum var. mutispiculum (Ohwi) Jansen
  - Capillipedium parviflorum var. parviflorum
  - Capillipedium parviflorum var. spicigerum (Benth.) Roberty
  - Capillipedium parviflorum var. villosulum (Nees ex Steud.) Haines
- Capillipedium planipedicellatum Bor
- Capillipedium pteropechys (C.B. Clarke) Stapf
- Capillipedium scabridum Ridl.
- Capillipedium schmidii (Hook. f.) Stapf
- Capillipedium spicigerum S.T. Blake
- Capillipedium subrepens (Steud.) Henrard
  - Capillipedium subrepens var. glaucophyllum Henrard
- Capillipedium sulcatum Bor
- Capillipedium venustum (Thwaites) Bor
- Capillipedium vietnamense Nguyen

### Sinonimia
- Filipedium Raíz. & Jain